# مارتن يونغ (لاعب كرة قدم)
مارتن يونغ (بالإنجليزية: Martin Young)‏ هو لاعب كرة قدم بريطاني في مركز الدفاع، ولد في 9 أبريل 1955 في غريمسبي ‏ في المملكة المتحدة. لعب مع غريمسبي تاون.